# Limonethe scutellata
Limonethe scutellata är en stekelart som först beskrevs av Brulle 1846.  Limonethe scutellata ingår i släktet Limonethe och familjen brokparasitsteklar. Inga underarter finns listade i Catalogue of Life.